# 巴林根
巴林根（德語：Balingen，發音：[ˈbaːlɪŋən] ⓘ）是德国巴登-符腾堡州蒂宾根行政区措伦阿尔布县的城市，也是措伦阿尔布县的县治，面积90.32平方千米，2023年12月31日人口为35,054人。

## 友好城市
- 法國 鲁瓦扬